# Trochodendraceae
A Trochodendraceae a valódi kétszikűek (eudicots) közé tartozó növénycsalád, két recens nemzetsége délkelet-ázsiai elterjedésű. Az ezekbe tartozó két recens faj jellemzője, hogy másodlagos xilémükben hiányoznak a tracheák (egyfajta vízszállító elemek), ami a zárvatermők esetében nagyon ritka jelenség. Mivel a tracheák hiánya a taxon ősi jellegét valószínűsíti, a két faj igencsak felkeltette a rendszertannal foglalkozók érdeklődését.

## Rendszerezés
A 2009-ben publikált APG III-rendszer a Trochodendraceae-t, az eredeti APG-rendszertől és az APG II-rendszertől eltérően, a csak ezt a családot tartalmazó Trochodendrales rendbe helyezi, a valódi kétszikűek közé. A család tartalmazza a Tetracentron nemzetséget, megszüntetve ezzel a különálló Tetracentraceae családot.
A 2003-as APG II-rendszer és az 1998-as APG is leírja a Trochodendraceae családot, de rendbe nem sorolták, a valódi kétszikűek alapi helyzetű családjaként állt. Mindkét korábbi rendszer megengedte a Tetracentron nemzetség saját családként való opcionális leválasztását. Ez a leválasztás két családot hozna létre, Tetracentraceae a Tetracentron sinense fajjal és a Trochodendraceae a Trochodendron aralioides fajjal.
Az 1981-es Cronquist-rendszer, a Trochodendraceae és Tetracentraceae családot is leírja, a Trochodendrales rendbe helyezve őket, ami a Hamamelididae alosztályban, a Magnoliopsida osztályban található.